# King of Broken Hearts
King of Broken Hearts è un brano di Ringo Starr apparso sull'album Vertical Man del 1998; è stato pubblicato anche su un singolo destinato alla radio. Il disco, commercializzato dalla Mercury Records, è stato pubblicato solamente negli Stati Uniti con il numero di catalogo MECP443. Gli autori della canzone, oltre che Ringo, accreditato con il suo vero nome, Richard Starkey, sono Mark Hudson, Steve Dudas e Dean Micheal Grakal. In seguito, la canzone è stata inclusa sulla raccolta Photograph: The Very Best of Ringo, ma esclusa sulla sua versione digitale, intitolata Photograph: The Digital Greatest Hits. Una versione live del brano è comparsa su VH1 Storytellers. Ringo, nel libretto di Photograph, ha commentato il gruppo che ha composto il brano come quattro musicisti compositori che si divertivano scrivendo canzoni tristi. Il songwriting team non ha composto solo questo brano su Vertical Man; ai quattro sono state accreditate anche le tracce One, What... in the World, Mindfield, la title track, La De Da, I'll Be Fine Everywhere e Puppet. Starr ricorda che aveva chiamato George Harrison per suonare nella canzone, ma che aveva rifiutato, dicendo di non essere di buon umore. Due settimane dopo, il batterista richiamò l'amico, che disse che stava suonando in uno studio di registrazione con la chitarra Dobro, per cui Ringo disse che lo strumento avrebbe suonato bene sull'album. Allora Harrison registrò la sua parte di chitarra e la spedì a Starr, al quale arrivò il 22 dicembre 1997; per il periodo natalizio, le registrazioni di Vertical Man erano state momentaneamente interrotte, ma chiese agli altri turnisti di andare al Village Recorders Studio per ascoltare il nastro. Starr ne rimase tanto impressionato da dire all'amico di averlo commosso. Geoff Emerick, che ha considerato Vertical Man come il "Sgt. Pepper di Ringo",  ha detto che il brano presente la parte vocale più energica che Starkey abbia mai registrato.

## Formazione
- Ringo Starr: voce, batteria, percussioni
- George Harrison: chitarra slide solista
- Mark Hudson: cori, chitarra acustica, basso elettrico, tastiera, mellotron, percussioni
- Steve Dudas: chitarra elettrica, chitarra acustica
- Jeff Baxter: steel guitar a pedale
- Jim Cox: wurlitzer

L'arrangiamento degli archi è ad opera di Graham Preskett; sono stati diretti da George Martin.